# Thunderbird Bay
Thunderbird Bay es un lugar designado por el censo ubicado en el condado de Brown en el estado estadounidense de Texas. En el Censo de 2010 tenía una población de 663 habitantes y una densidad poblacional de 87,19 personas por km².

## Geografía
Thunderbird Bay se encuentra ubicado en las coordenadas 31°54′35″N 99°1′15″O / 31.90972, -99.02083. Según la Oficina del Censo de los Estados Unidos, Thunderbird Bay tiene una superficie total de 7.6 km², de la cual 6.58 km² corresponden a tierra firme y (13.42%) 1.02 km² es agua.

## Demografía
Según el censo de 2010, había 663 personas residiendo en Thunderbird Bay. La densidad de población era de 87,19 hab./km². De los 663 habitantes, Thunderbird Bay estaba compuesto por el 94.42% blancos, el 0.75% eran afroamericanos, el 0.6% eran amerindios, el 0.45% eran asiáticos, el 0% eran isleños del Pacífico, el 1.51% eran de otras razas y el 2.26% pertenecían a dos o más razas. Del total de la población el 4.22% eran hispanos o latinos de cualquier raza.